# 红壳锥
红壳锥（学名：Castanopsis rufotomentosa），为壳斗科锥属下的一个植物种。